# Parque nacional Islas Broad Sound
Islas Broad Sound es un parque nacional en la Comarca de Livingstone, Queensland (Australia), ubicado a 709 km al noroeste de Brisbane.
La altitud media estimada es de 59 m sobre el nivel del mar.
El parque abarca 48 islas, desde Flock Pigeon Island (cerca de Clairview, en tierra firme) hasta High Peak Island (la más alejada de cualquier puerto). Cuatro de las islas se conocen oficialmente como Broad Sound Islands (Long, Tern, Quail y Wild Duck Islands), mientras que muchas otras forman parte de la cadena de islas más grande conocida como Northumberland Islands.
Por su lejanía y naturaleza inalterada, este parque es un auténtico paraíso para la anidación de especies de tortugas planas en peligro de extinción.
La temperatura media en verano en las islas es de 30 grados, y en invierno de 23.

## Datos
- Área: 16 km²
- Coordenadas: 21°48′49″S 149°47′14″E / -21.81361, 149.78722
- Fecha de Creación: 2000
- Administración: Servicio para la Vida Salvaje de Queensland
- Categoría IUCN: II